# Giáo hoàng Xíttô II
Xíttô II (Latinh: Sixtus II) là vị Giáo hoàng thứ 24 của Giáo hội Công giáo. Ông là vị Giáo hoàng đầu tiên mang tông hiệu đã được vị tiền nhiệm khác dùng: Sixtus I (không phải vì ông không dùng tên riêng của mình mà vì trùng tên với Giáo hoàng Xíttô I). Năm sinh của ông không được xác định. Đối với các Giáo hội Đông phương thì ông được sùng kính như một vị thánh. Theo niên giám tòa thánh năm 1806 thì ông đắc cử Giáo hoàng năm 257 và ở ngôi Giáo hoàng trong 11 tháng vài ngày. Niên giám tòa thánh năm 2003 xác định triều đại của ông kéo dài từ ngày 20 tháng 8 năm 257 đến ngày 6 tháng 8 năm 258.
Nguồn gốc và cuộc sống của ông trước khi trở thành Giáo hoàng vẫn chưa rõ. Liber Pontificalis cho biết ông là người người Hy Lạp. Ông sinh ở Athens và là một con người có văn hoá và nguyên tắc. Tuy nhiên điều này có thể không chính xác. Nó xuất phát từ niềm tin rằng, Giáo hoàng là một nhà triết học Hy Lạp, tác giả của cuốn Sententiane - một bộ sưu tập gồm 451 văn bản về triết học của Xystus - một người Hy Lạp, đồ đệ của Pythagoreanism. Do Rufinus Turranio (345-411) dịch sang tiếng Latinh.
Truyền thống cho rằng Sixtus II là người đã thực hiện việc di chuyển hài cốt hai Thánh Phêrô và Phaolô. Ông cố gắng hoà giải mối quan hệ với Giáo hội Cartago. Vốn tính khiêm nhu, Sixtus II đã dàn xếp ổn thoả các cuộc tranh luận dưới thời Đức Cornelius, Lucianus và Stephanus. Ông đã khôi phục các mối quan hệ với các giáo hội Châu Phi và phương Đông mà mối quan hệ đó đã bị rạn nứt trong các cuộc tranh luận về dị giáo và phép rửa. Một cuộc bách hại đạo mới đã làm cho các vấn đề nội bộ của Giáo hội bước sang bình diện thứ yếu.
Thời gian cai trị của Giáo hoàng Sixtus II là một thời gian tương đối khó khăn của giáo hội. Tháng 8 năm 257, Hoàng đế Valerianus ra chiếu chỉ lên án giáo hội là một đoàn thể bất hợp pháp, phải giải tán, các cuộc hội họp từ nay bị nghiêm cấm, các tài sản bị quốc hữu hóa. Ông cũng ra lệnh bắt các người đứng đầu giáo hội, nhất là các giám mục phải tế thần. Mọi lễ nghi thờ tự phải đình chỉ và cấm không được thăm viếng các nghĩa trang Kitô giáo.
Năm 258, Valerianus ra một chiếu chỉ khác. Theo đó, các giám mục, linh mục nếu không tế thần sẽ bị tử hình thay vì bị lư đày như trước. Rất nhiều giám mục, linh mục và các trợ tá đã phải chết. Giáo hoàng Sixtus II là một trong những nạn nhân đầu tiên của cuộc bách hại này.

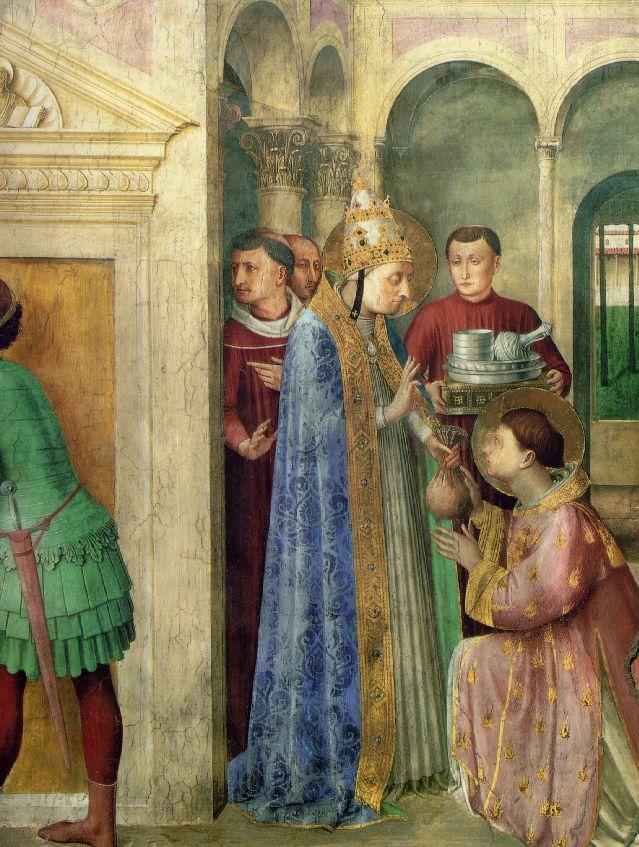
Thánh Lawrence nhận chén thánh của Giáo hội từ Giáo hoàng Sixtus II, Angelico,(1395-1455)

Ngày 6 tháng 8 năm 258, Giáo hoàng Sixtô đã bị bắt đang lúc cử hành phụng vụ tại nghĩa trang ở phía bên trái đường Via Appia, đối diện với hầm mộ thánh Callistus. Sau đó, ngài bị trảm quyết cùng với các thầy Janvier, Magne, Vincent và Etienne và được chôn tại nghĩa trang Appian Way (Roma). Hiện đang có nghi ngờ về việc ông bị hành quyết ngay hay đã được đưa ra trước một tòa án để phán xét sau đó mới đưa trở lại nghĩa trang để hành quyết. Phương án thứ hai có nhiều khả năng xảy ra hơn. Ngoài ra thầy Félicissime và Agapit cũng đã bị bắt và bị xử chém tại nghĩa trang Prétextat. Trước khi chết, Sixtus II đã trao lại chén thánh cho vị phó tế Laurent, nhưng vị này cũng bị hành hình và chết vào bốn ngày sau.
Vào đầu tháng 8 năm 258, trước khi bị tử hình, thánh Cyprianô đã viết cho một người bạn như sau: "Trong một sắc chỉ gửi thượng viện, hoàng đế Valêrinô đã ra lệnh gấp rút truy lùng các Giám mục, linh mục và phó tế. Bạn cũng nên biết rằng Đức Sixtô đã bị hành quyết cùng với bốn thầy sáu khác". Giáo hoàng Sixtus được suy tôn như một vị thánh của Giáo hội Công giáo và được mừng kính vào ngày 6 tháng 8 hàng năm.